# Chris Dickinson
Glen Benton (né le 11 août 1987 à Staten Island, New York) est un catcheur (lutteur professionnel) américain travaillant à la Ring Of Honor.

## Carrière

### Evolve Wrestling (2010, 2015–2018)
Lors de Evolve 82, lui et Jaka battent leur coéquipier de Catch Point (Fred Yehi et Tracy Williams) et remportent les Evolve Tag Team Championship,.
Lors de Evolve 93, ils battent ACH et Ethan Page et remportent les Evolve Tag Team Championship pour la deuxième fois. Lors de Mercury Rising 2018, ils conservent leur titres contre Ringkampf (Timothy Thatcher et Walter),. Lors de EVOLVE 104, ils conservent leur titres contre The End (Odinson et Parrow). Lors de EVOLVE 114, ils perdent les titres contre The Street Profits (Angelo Dawkins et Montez Ford).

### New Japan Pro Wrestling (2021-...)
En janvier 2021, il effectue ces débuts à la New Japan Pro Wrestling lors de NJPW Strong en tant que nouveau membre de la Team Filthy de Tom Lawlor en remplacement de Rust Taylor qui a signé à la WWE.

### Ring Of Honor (2021)
Le 28 mai 2021, lui, Brody King, Homicide et Tony Deppen battent The Foundation (Jay Lethal, Jonathan Gresham, Rhett Titus et Tracy Williams) dans un Eight Man Tag Team Match.
Lors de Best In The World 2021, lui et Homicide battent The Foundation (Jonathan Gresham et Tracy Williams) dans un Fight Without Honor Match et remportent les ROH World Tag Team Championship,,. Le 10 septembre, ils perdent les titres contre La Facción Ingobernable (Dragon Lee et Kenny King).

## Palmarès
- Absolute Intense Wrestling
  - 1 fois AIW Intense Championship

- Allied Independent Wrestling Federations
  - 2 fois AIWF World Tag Team Championship avec Corey Duncom

- Beyond Wrestling
  - One Night Tournament winner (2009)

- Evolve Wrestling
  - 2 fois Evolve Tag Team Championship avec Jaka

- Inter Species Wrestling
  - 1 fois Inter Species Championship
  - 1 fois ISW Undisputed King Of Crazy Championship

- International Wrestling Syndicate
  - 1 fois IWS Canadian Championship

- Jersey All Pro Wrestling
  - 1 fois JAPW Tag Team Championship avec Sami Callihan

- Jersey Championship Wrestling / Game Changer Wrestling
  - Acid Cup 2 (2020)
  - Jersey J-Cup winner (2014)

- Ring of Honor
  - 1 fois ROH World Tag Team Championship avec Homicide

## Récompenses des magazines
- Pro Wrestling Illustrated

| Année | 2015 | 2016 | 2017 | 2018 | 2019 | 2020 | 2021 |
| ----- | ---- | ---- | ---- | ---- | ---- | ---- | ---- |
| Rang  | 463  | 310  | 348  | 245  | 407  | 193  | 92   |